# HNK Radnički Mece
HNK Radnički je nogometni klub iz Meca. Trenutačno se natječe u MŽNL Osijek – Vinkovci.

## Povijest
Klub je osnovan 1952. godine pod imenom NK Borac Kokingrad (Kokingrad je stari naziv za Mece). U službena natjecanja uključuje se 1955. godine. Tih godina klub se natječe u grupnom prvenstvu Nogometnog podsaveza Osijek. Godine 1959. ime kluba promijenjeno je u NK Radnički Kokingrad. Početkom 60-ih godina nastupa u prvenstvu 1. razreda Nogometnog podsaveza Osijek. Od 1962. godine do osnutka NSP Beli Manastir član je Podsavezne lige NP Osijek. Godine 1982. osvaja 1. mjesto u prvenstvu Općinskog nogometnog saveza Beli Manastir, nakon čega ulazi u Slavonsku nogometnu zonu. U sezoni 1990./91. osvajaju prvo mjesto u međuopćinskoj ligi i stječu pravo nastupa u Regionalnoj nogometnoj ligi – Sjever. Tijekom Domovinskog rata klub je službeno zamrznuo rad, iako je u tzv. RSK djelovao i natjecao se pod imenom FK Mece. Nakon mirne reintegracije, 1998. godine obnavlja se rad kluba pod imenom HNK Radnički Mece. U prvoj sezoni natječe se u 1. ŽNL Osječko-baranjskoj. Nakon neuspješne sezone, sljedeće 4 sezone nastupa u 2. ŽNL Osječko-baranjskoj NS Beli Manastir. U sezoni 2002./03. osvaja 1. mjesto i od tada je ponovno član 1. ŽNL.

### Plasmani kluba kroz povijest
| Sezona                      | Liga                                                   | Plasman            |
| --------------------------- | ------------------------------------------------------ | ------------------ |
| 1954./55.                   | Grupno prvenstvo NP Osijek Grupa I                     | 4. mjesto          |
| 1955./56.                   | Grupno prvenstvo NP Osijek Grupa I                     | 6. mjesto          |
| 1957./58.                   | Podsavezna nogometna liga NP Osijek pokrajinska liga   |                    |
| 1958./59.                   | Podsavezna nogometna liga NP Osijek pokrajinska liga   | 9. mjesto          |
| 1959./60.                   | 1. razred NP Osijek Grupa A                            | 3. mjesto          |
| 1960./61.                   | 1. razred NP Osijek Grupa A                            | 3. mjesto          |
| 1964./65.                   | Podsavezna nogometna liga NP Osijek                    | 6. mjesto          |
| 1965./66.                   | Podsavezna nogometna liga NP Osijek                    | 9. mjesto          |
| 1966./67.                   | Podsavezna nogometna liga NP Osijek                    | 12. mjesto         |
| 1967./68.                   | Područna nogometna liga NSP Osijek                     | 8. mjesto          |
| 1968./69.                   | Područna nogometna liga NSP Osijek                     | 10. mjesto         |
| 1969./70.                   | Područna nogometna liga NSP Osijek                     | 12. mjesto         |
| 1970./71.                   | Područna nogometna liga NSP Osijek                     | 9. mjesto          |
| 1971./72.                   | Područna nogometna liga NSP Osijek                     | 5. mjesto          |
| 1972./73.                   | Područna nogometna liga NSP Beli Manastir              |                    |
| 1973./74.                   | Područna nogometna liga NSP Beli Manastir              | 10. mjesto         |
| 1974./75.                   | Područna nogometna liga NSP Beli Manastir              |                    |
| 1975./76.                   | Područna nogometna liga NSP Beli Manastir              |                    |
| 1976./77.                   | Područna nogometna liga NSP Beli Manastir              |                    |
| 1977./78.                   | Područna nogometna liga NSP Beli Manastir              |                    |
| 1978./79.                   | Područna nogometna liga NSP Beli Manastir              | 3. mjesto          |
| 1979./80.                   | Područna nogometna liga NSP Beli Manastir              | 2. mjesto          |
| 1980./81.                   | Područna nogometna liga NSP Beli Manastir              |                    |
| 1981./82.                   | Područna nogometna liga NSP Beli Manastir              | 1. mjesto          |
| 1982./83.                   | Područna nogometna liga NSP Beli Manastir              | 3. mjesto          |
| 1983./84.                   | Regionalna nogometna liga Slavonije i Baranje – Sjever |                    |
| 1984./85.                   | Regionalna nogometna liga Slavonije i Baranje – Sjever | 5. mjesto          |
| 1985./86.                   | Regionalna nogometna liga Slavonije i Baranje – Sjever | 3. mjesto          |
| 1991./92.                   | klub nije djelovao                                     | klub nije djelovao |
| 1992./93.                   | Prvenstvo Republike Srpske Krajine – Liga Baranje      | 8. mjesto          |
| 1993. – 1998. Prvenstvo RSK |                                                        |                    |
| 1998./99.                   | 1. ŽNL Osječko-baranjska                               |                    |
| 1999./2000.                 | 2. ŽNL Osječko-baranjska NS Beli Manastir              | 3. mjesto          |
| 2000./01.                   | 2. ŽNL Osječko-baranjska NS Beli Manastir              | 2. mjesto          |
| 2001./02.                   | 2. ŽNL Osječko-baranjska NS Beli Manastir              |                    |
| 2002./03.                   | 2. ŽNL Osječko-baranjska NS Beli Manastir              | 1. mjesto          |
| 2003./04.                   | 1. ŽNL Osječko-baranjska                               | 10. mjesto         |
| 2004./05.                   | 1. ŽNL Osječko-baranjska                               | 14. mjesto         |
| 2005./06.                   | 1. ŽNL Osječko-baranjska                               | 14. mjesto         |
| 2006./07.                   | 1. ŽNL Osječko-baranjska                               |                    |
| 2007./08.                   | 1. ŽNL Osječko-baranjska                               | 7. mjesto          |
| 2008./09.                   | 1. ŽNL Osječko-baranjska                               | 10. mjesto         |
| 2009./10.                   | 1. ŽNL Osječko-baranjska                               | 8. mjesto          |
| 2010./11.                   | 1. ŽNL Osječko-baranjska                               | 5. mjesto          |
| 2011./12.                   | 1. ŽNL Osječko-baranjska                               | 5. mjesto          |
| 2012./13.                   | 1. ŽNL Osječko-baranjska                               | 3. mjesto          |
| 2013./14.                   | 1. ŽNL Osječko-baranjska                               | 4. mjesto          |
| 2014./15.                   | 1. ŽNL Osječko-baranjska                               | 6. mjesto          |
| 2015./16.                   | 1. ŽNL Osječko-baranjska                               | 7. mjesto          |
| 2016./17.                   | 1. ŽNL Osječko-baranjska                               | 6. mjesto          |
| 2017./18.                   | 1. ŽNL Osječko-baranjska                               | 1. mjesto          |

## Vanjske poveznice
- Facebook stranica kluba
- Profil, HNS Semafor